# Telsimia leucoceps
Telsimia leucoceps – gatunek chrząszcza z rodziny biedronkowatych i podrodziny Coccinellinae.

## Taksonomia
Gatunek ten opisany został po raz pierwszy w 2005 roku przez Adama Ślipińskiego, Pang Honga i Roberta Pope’a na łamach „Annales Zoologici”. Jako lokalizację typową wskazano australijską Mount Glorious. Epitet gatunkowy oznacza po łacinie „białogłowa” i odnosi się do barwy owłosienia czoła.

## Morfologia
Chrząszcz o ciele długości od 1,6 do 2,3 mm, od 1,2 do 1,3 raza dłuższym niż szerokim, w zarysie krótko-owalnym, z wierzchu silnie wysklepionym. Ubarwienie ma w całości czarne, z bardzo lekko rozjaśnionymi odnóżami.
Głowa jest silnie poprzeczna, zaopatrzona w duże oczy oraz bardzo krótkie czułki. Powierzchnia czoła jest pokryta punktami nieco większymi od omatidiów oddalonymi od siebie o jedną średnicę lub mniej oraz porośnięta długim, przylegającym, białym owłosieniem.
Przedplecze jest silnie poprzeczne, o krawędzi przedniej łukowatej pośrodku, kątach przednich słabo zaokrąglonych i wydatnych, a krawędziach bocznych zafalowanych. Punkty na dysku przedplecza są większe niż na czole, oddalone o około jedną swoją średnicę, a na bokach dwukrotnie większe i oddalone na znacznie mniejszą odległość niż swoje średnice. Owłosienie przedplecza jest skierowane głównie do przodu, ale na przedzie rozchodzące się promieniście, a po bokach skierowane na zewnątrz. Między pokrywami widnieje mała, trójkątna tarczka. Pokrywy są silnie sklepione, o mocno zwężających się ku szczytowi, ale osiągających go epipleurach. Punkty na pokrywach są większe niż na dysku przedplecza, rozstawione zwykle na odległości równe swoim średnicom. Owłosienie na pokrywach tworzy symetryczne, wirowate wzory. Odnóża wszystkich par u samca mają stopy o rozdwojonych pazurkach z zębem wewnętrznym znacznie krótszym niż zewnętrzny. U samicy wszystkie pazurki mają bardzo płytko odkrojony płatek nasadowy. 
Odwłok ma pięć widocznych na spodzie sternitów (wentrytów), z których dwa pierwsze są częściowo zespolone, ale z dobrze zaznaczonym szwem. Płytki zabiodrowe na pierwszym wentrycie są delikatnie kątowo zakrzywione. Punkty między biodrami są prawie takich rozmiarów jak na zapiersiu. Wentryt piąty jest nieco dłuższy niż te od drugiego do czwartego razem wzięte i ma krawędź tylną u samicy równomiernie zaokrągloną, a u samca lekko pośrodku spłaszczoną lub wykrojoną. Na dyskach trzeciego i czwartego wentrytu punktowanie nie ogranicza się do pojedynczych szeregów.

## Ekologia i występowanie
Owad endemiczny dla Australii, znany z południowego Queenslandu, północnej Wiktorii, Nowej Południowej Walii i Terytorium Stołecznego. Zarówno larwy, jak i owady dorosłe są drapieżnikami żerującymi na czerwcach.